# Broekenseind
Broekenseind is een buurtschap  in de gemeente Bladel in de Nederlandse provincie Noord-Brabant. Het ligt twee kilometer ten oosten van Hoogeloon.
Hoofdplaats: Bladel      Dorpen: Casteren · Hapert · Hoogeloon · Netersel

Buurtschappen: Biezenheuvel · Broekenseind · Dalem · De Pan · Egypte · Franse Hoef · Heieind · Heikant · Helleneind · Het Bosch · Heuvel · Hoogcasteren · Landorp · Lemel · Ten Vorsel

Voormalige gemeenten: Bladel en Netersel · Hoogeloon, Hapert en Casteren

Noord-Brabant: Steden en dorpen      Nederland: Provincies · Gemeenten